# Модлінек (Поморське воєводство)
Модлінек (пол. Modlinek, нім. Muddelstrand) — село в Польщі, у гміні Устка Слупського повіту Поморського воєводства.
У 1975-1998 роках село належало до Слупського воєводства.